# Torneo Apertura 2021 Femenino (Guatemala)
El Torneo Apertura 2021 fue el torneo que dio inicio a la temporada 2021-22 del fútbol femenino guatemalteco.
Fue la primera edición en la que se utilizó el vigente formato de dos divisiones separadas.

## Sistema de competición
El torneo se divide en dos partes:
- Fase de clasificación
- Fase final

Asimismo, el torneo se divide en 2 ligas.
- Liga A - Los 12 mejores equipos del país.
- Liga B - Los equipos fuera de los 12 mejores del país.

Dentro de cada grupo, existen 2 subgrupos, por cuestiones geográficas.

### Fase de clasificación
Los 12 equipos divididos en 2 grupos de 6 participantes jugarán una ronda clasificatoria de todos contra todos en visita recíproca entre su grupo, terminando en 10 fechas totales de 3 partidos cada una para los grupos. Se utiliza un sistema de puntos que se presenta así:
- Por victoria, se obtendrán 3 puntos.
- Por empate, se obtendrá 1 punto.
- Por derrota no se obtendrán puntos.

Al finalizar las 10 jornadas totales, la tabla se ordenará con base en los clubes que hayan obtenido la mayoría de puntos, en caso de empates, se toman los siguientes criterios:
1. Puntos
2. Puntos obtenidos entre los equipos empatados
3. Diferencial de goles
4. Goles anotados
5. Goles anotados en condición visitante.

### Fase final
Al final de la fase de clasificación, ocho equipos pasarán a la siguiente ronda según una tabla acumulada
Una vez determinados los clasificados, se recurrirá a la tabla general para realizar los enfrentamientos, de la siguiente forma:
1° vs 8° 4° vs 5° 3° vs 6° 2° vs 7°
Los clubes vencedores en los partidos de cuartos de final y semifinales serán aquellos que en los dos juegos anoten el mayor número de goles. De existir empate en el número de goles anotados, la posición se definirá a favor del club con mayor cantidad de goles a favor cuando actúe como visitante.
Si una vez aplicado el criterio anterior los clubes siguieran empatados, se observará la posición de los clubes en la tabla general de clasificación.
Los ganadores de las semifinales se enfrentarán en la Gran Final, disputándose a ida y vuelta, el mejor clasificado entre los finalistas jugará el último partido en su estadio.

### Ascensos y descensos
El formato es el mismo tanto para el Liga A y el Liga B. Sin embargo, existe la relación ascenso-descenso entre ambos grupos, por lo cual:
- Los 3 equipos con peor puntaje en la temporada regular del Liga A descenderán a jugar el Liga B en el Torneo Clausura 2022.
- Los 2 equipos finalistas, más el equipo semifinalista con mejor puntaje durante la temporada regular en el Liga B ascenderán a jugar el Liga A en el Torneo Clausura 2022.

Así pues, el ascenso y descenso se dará entre torneos, cada 6 meses; a diferencia del formato anual de la liga masculina.

## Liga A

### Equipos participantes
| Grupo A1        | Grupo A1                        | Grupo A1                      | Grupo A1  |
| Equipo          | Ciudad                          | Estadio                       | Capacidad |
| --------------- | ------------------------------- | ----------------------------- | --------- |
| Concepción FNX  | Nueva Santa Rosa, Santa Rosa    | Estadio Pedro Arredondo       | 1 000     |
| Cremas Femenino | Ciudad de Guatemala             | Estadio Guillermo Slowing     | 5 000     |
| El Estor        | El Estor, Izabal                | Estadio Municipal El Estor    | 1 000     |
| Municipal       | Ciudad de Guatemala             | Estadio Manuel Felipe Carrera | 7 500     |
| Muniguate       | Ciudad de Guatemala             | Greenfield                    | 1 000     |
| Unifut          | Ciudad de Guatemala             | Estadio Cementos Progreso     | 17 000    |
| Grupo A2        |                                 |                               |           |
| Equipo          | Ciudad                          | Estadio                       | Capacidad |
| Amatitlán       | Amatitlán, Guatemala            | Estadio Guillermo Slowing     | 5 000     |
| Chimaltecas     | Chimaltenango, Chimaltenango    | Municipal de Chimaltenango    | 1 500     |
| Deportivo Xela  | Quetzaltenango, Quetzaltenango  | Estadio Mario Camposeco       | 15 000    |
| Marquense       | San Marcos, San Marcos          | Marquesa de la Ensenada       | 10 000    |
| Sacatepéquez    | Antigua Guatemala, Sacatepequez | ´Estadio Pensativo            | 10 000    |
| Suchitepéquez   | Mazatenango, Suchitepéquez      | Carlos Salazar Hijo           | 10 000    |

### Temporada regular

#### Grupo A1
| Pos. | Equipos         | PJ | PG | PE | PP | GF | GC | Dif. | PTS | Clasificación    |
| ---- | --------------- | -- | -- | -- | -- | -- | -- | ---- | --- | ---------------- |
| 1.°  | Unifut          | 10 | 9  | 1  | 0  | 46 | 4  | +42  | 28  | Cuartos de final |
| 2.°  | Municipal       | 10 | 5  | 3  | 2  | 17 | 7  | +10  | 18  | Cuartos de final |
| 3.°  | Cremas Femenino | 10 | 4  | 1  | 5  | 18 | 16 | +2   | 13  | Cuartos de final |
| 4.°  | Concepción FNX  | 10 | 3  | 2  | 5  | 16 | 33 | -17  | 11  | Cuartos de final |
| 5.°  | Muniguate       | 10 | 2  | 2  | 6  | 12 | 27 | -15  | 8   |                  |
| 6.°  | El Estor        | 10 | 1  | 3  | 6  | 14 | 36 | -22  | 6   |                  |

#### Grupo A2
| Pos. | Equipos        | PJ | PG | PE | PP | GF | GC | Dif. | PTS | Clasificación    |
| ---- | -------------- | -- | -- | -- | -- | -- | -- | ---- | --- | ---------------- |
| 1.°  | Suchitepéquez  | 10 | 8  | 1  | 1  | 46 | 8  | +38  | 25  | Cuartos de final |
| 2.°  | Marquense      | 10 | 8  | 1  | 1  | 27 | 7  | +20  | 25  | Cuartos de final |
| 3.°  | Deportivo Xela | 10 | 7  | 0  | 3  | 36 | 4  | +32  | 21  | Cuartos de final |
| 4.°  | Chimaltecas    | 10 | 3  | 0  | 7  | 11 | 25 | -14  | 9   | Cuartos de final |
| 5.°  | Amatitlán      | 10 | 3  | 0  | 7  | 14 | 30 | -16  | 9   |                  |
| 6.°  | Sacatepéquez   | 10 | 0  | 0  | 10 | 3  | 63 | -60  | 0   |                  |

#### Tabla General
| Pos. | Equipos         | PJ | PG | PE | PP | GF | GC | Dif. | PTS | Clasificación                       |
| ---- | --------------- | -- | -- | -- | -- | -- | -- | ---- | --- | ----------------------------------- |
| 1º   | Unifut          | 10 | 9  | 1  | 0  | 46 | 4  | +42  | 28  |                                     |
| 2°   | Suchitepéquez   | 10 | 8  | 1  | 1  | 46 | 8  | +38  | 25  |                                     |
| 3°   | Marquense       | 10 | 8  | 1  | 1  | 27 | 7  | +20  | 25  |                                     |
| 4°   | Deportivo Xela  | 10 | 7  | 0  | 3  | 36 | 4  | +32  | 21  |                                     |
| 5°   | Municipal       | 10 | 5  | 3  | 2  | 17 | 7  | +10  | 18  |                                     |
| 6°   | Cremas Femenino | 10 | 4  | 1  | 5  | 18 | 16 | +2   | 13  |                                     |
| 7°   | Concepción FNX  | 10 | 3  | 2  | 5  | 16 | 33 | -17  | 11  |                                     |
| 8°   | Chimaltecas     | 10 | 3  | 0  | 7  | 11 | 25 | -14  | 9   |                                     |
| 9°   | Amatitlán       | 10 | 3  | 0  | 7  | 14 | 30 | -16  | 9   |                                     |
| 10°  | Muniguate       | 10 | 2  | 2  | 6  | 12 | 27 | -15  | 8   | Descenso al Grupo B - Clausura 2022 |
| 11°  | El Estor        | 10 | 1  | 3  | 6  | 14 | 36 | -22  | 6   | Descenso al Grupo B - Clausura 2022 |
| 12°  | Sacatepéquez    | 10 | 0  | 0  | 10 | 3  | 63 | -60  | 0   | Descenso al Grupo B - Clausura 2022 |

### Fase Final

#### Cuartos de final
| Fechas               | Local en la ida | Global       | Local en la vuelta | Ida   | Vuelta |
| -------------------- | --------------- | ------------ | ------------------ | ----- | ------ |
| 10 y 13 de noviembre | Deportivo Xela  | 2 (5 p. 4) 2 | Municipal          | 2 - 0 | 0 - 2  |
| 10 y 13 de noviembre | Chimaltecas     | 2 - 14       | Unifut             | 2 - 3 | 0 - 11 |
| 11 y 14 de noviembre | Concepción FNX  | 1 - 9        | Marquense          | 1 - 3 | 0 - 6  |
| 11 y 14 de noviembre | Cremas Femenino | 1 - 8        | Suchitepéquez      | 0 - 5 | 1 - 3  |

#### Semifinales
| Fechas               | Local en la ida | Global       | Local en la vuelta | Ida   | Vuelta |
| -------------------- | --------------- | ------------ | ------------------ | ----- | ------ |
| 24 y 27 de noviembre | Deportivo Xela  | 3 (4 p. 5) 3 | Marquense          | 2 - 2 | 1 - 1  |
| 25 y 28 de noviembre | Suchitepéquez   | 4 - 6        | Unifut             | 3 - 1 | 1 - 5  |

#### Final
| Fechas              | Local en la ida | Global | Local en la vuelta | Ida   | Vuelta |
| ------------------- | --------------- | ------ | ------------------ | ----- | ------ |
| 9 y 12 de diciembre | Marquense       | 1 - 5  | Unifut             | 1 - 2 | 0 - 3  |

### Resumen Final

#### Campeón
| Blu_e_Azzurro |
| Unifut        |
| 18avo. Título |

#### Descendidos
| 600px_Nero_con_bordo_Verde | Flag_blue_HEX-0434B1 | 600px_Verde_chiaro |
| CSD Sacatepéquez           | FCF El Estor         | Muniguate          |

## Liga B

### Equipos participantes
| Grupo B1                  | Grupo B1                                  | Grupo B1                         | Grupo B1  |
| Equipo                    | Ciudad                                    | Estadio                          | Capacidad |
| ------------------------- | ----------------------------------------- | -------------------------------- | --------- |
| Cobaneras                 | Cobán, Alta Verapaz                       | Estadio Verapaz                  | 15 000    |
| FC Fray                   | Fray Bartolomé de las Casas, Alta Verapaz | Estadio Alfredo Baltazar Delgado | 700       |
| Guastatoya Femenino       | Guastatoya, El Progreso                   | Estadio David Cordón Hichos      | 5 000     |
| Ixcán EFF                 | Ixcán, Quiché                             | Estadio Playa Grande             | 500       |
| Mataquescuintla           | Mataquescuintla, Jalapa                   | Estadio La Esperanza             | 1 800     |
| Moralense                 | Morales, Izabal                           | Estadio del Monte                | 8 000     |
| Grupo B2                  |                                           |                                  |           |
| Equipo                    | Ciudad                                    | Estadio                          | Capacidad |
| Colomba                   | Colomba Costa Cuca, Quetzaltenango        | Estadio Municipal Colomba        | 1 000     |
| Gardenias de Coatepeque   | Coatepeque, Quetzaltenango                | Estadio Israel Barrios           | 20 000    |
| Huehuetecas               | Huehuetenango, Huehuetenango              | Estadio Los Cuchumatanes         | 5 000     |
| K'iche'                   | Santa Cruz del Quiché, Quiché             | Estadio Municipal Santa Cruz     | 2 000     |
| Malacateco                | Malacatán, San Marcos                     | Estadio Santa Lucía              | 9 000     |
| Tunecas                   | San Antonio Suchitepéquez, Suchitepéquez  | Estadio Prof. Sergio Melgar      | 500       |
| Grupo B3                  |                                           |                                  |           |
| Equipo                    | Ciudad                                    | Estadio                          | Capacidad |
| Antigua GFCF              | Antigua Guatemala, Sacatepequez           | Estadio Pensativo                | 10 000    |
| Bárcena V. N.             | Villa Nueva, Guatemala                    | Estadio de Bárcena               | 2 000     |
| Deportivo Mixco           | Mixco, Guatemala                          | Estadio Santo Domingo            | 1 000     |
| Pares                     | Ciudad de Guatemala, Guatemala            | Greenfield                       | 1 000     |
| Santa Lucía Cotzumalguapa | Santa Lucía Cotzumalguapa, Escuintla      | Estadio Cotzumalguapa            | 7 000     |

### Temporada regular

#### Grupo B1
| Pos. | Equipos             | PJ | PG | PE | PP | GF | GC | Dif. | PTS |
| ---- | ------------------- | -- | -- | -- | -- | -- | -- | ---- | --- |
| 1.°  | Moralense           | 10 | 8  | 2  | 0  | 33 | 2  | +31  | 26  |
| 2.°  | Cobaneras           | 9  | 7  | 2  | 0  | 18 | 3  | +15  | 23  |
| 3.°  | FC Fray             | 10 | 4  | 1  | 5  | 9  | 11 | -2   | 13  |
| 4.°  | Ixcán EFF           | 9  | 3  | 0  | 6  | 8  | 17 | -9   | 9   |
| 5.°  | Guastatoya Femenino | 9  | 2  | 1  | 6  | 5  | 16 | -11  | 7   |
| 6.°  | Mataquescuintla     | 9  | 0  | 2  | 7  | 2  | 21 | -19  | 2   |

#### Grupo B2
| Pos. | Equipos                 | PJ | PG | PE | PP | GF | GC | Dif. | PTS |
| ---- | ----------------------- | -- | -- | -- | -- | -- | -- | ---- | --- |
| 1.°  | Gardenias de Coatepeque | 10 | 6  | 3  | 1  | 30 | 10 | +20  | 21  |
| 2.°  | Huehuetecas             | 10 | 6  | 2  | 2  | 40 | 14 | +26  | 20  |
| 3.°  | K'iche'                 | 10 | 5  | 4  | 1  | 38 | 10 | +28  | 19  |
| 4.°  | Tunecas                 | 10 | 6  | 1  | 3  | 32 | 16 | +16  | 19  |
| 5.°  | Malacateco              | 10 | 2  | 0  | 8  | 8  | 50 | -42  | 6   |
| 6.°  | Deportivo Colomba       | 10 | 0  | 0  | 10 | 5  | 53 | -48  | 0   |

#### Grupo B3
| Pos. | Equipos             | PJ | PG | PE | PP | GF | GC | Dif. | PTS |
| ---- | ------------------- | -- | -- | -- | -- | -- | -- | ---- | --- |
| 1.°  | Antigua GFCF        | 10 | 9  | 1  | 0  | 25 | 2  | +23  | 28  |
| 2.°  | Deportivo Mixco     | 10 | 7  | 1  | 2  | 17 | 9  | +8   | 21  |
| 3.°  | Santa Lucía Cotz.   | 10 | 6  | 1  | 3  | 24 | 11 | +13  | 19  |
| 4.°  | Pares               | 10 | 4  | 0  | 6  | 14 | 19 | -5   | 12  |
| 5.°  | Bárcena Villa Nueva | 10 | 3  | 0  | 7  | 10 | 19 | -9   | 9   |

### Fase Final

#### Cuartos de final
| Fechas               | Local en la ida           | Global | Local en la vuelta      | Ida   | Vuelta |
| -------------------- | ------------------------- | ------ | ----------------------- | ----- | ------ |
| 11 y 14 de noviembre | Deportivo Mixco           | 1 - 3  | Cobaneras               | 1 - 1 | 0 - 2  |
| 11 y 14 de noviembre | Santa Lucía Cotzumalguapa | 1 - 4  | Gardenias de Coatepeque | 0 - 3 | 1 - 1  |
| 11 y 14 de noviembre | Huehuetecas               | 8 - 0  | Antigua GFCF            | 4 - 0 | 4 - 0  |
| 11 y 14 de noviembre | K'iche'                   | 7 - 3  | Moralense               | 5 - 1 | 2 - 2  |

#### Semifinales
| Fechas               | Local en la ida         | Global | Local en la vuelta | Ida   | Vuelta |
| -------------------- | ----------------------- | ------ | ------------------ | ----- | ------ |
| 24 y 27 de noviembre | K'iche'                 | 1 - 6  | Huehuetecas        | 1 - 3 | 0 - 3  |
| 25 y 28 de noviembre | Gardenias de Coatepeque | 0 - 4  | Cobaneras          | 0 - 1 | 0 - 3  |

#### Final
| Fechas              | Local en la ida | Global | Local en la vuelta | Ida   | Vuelta |
| ------------------- | --------------- | ------ | ------------------ | ----- | ------ |
| 8 y 11 de diciembre | Huehuetecas     | 8 - 2  | Cobaneras          | 4 - 1 | 4 - 1  |

### Resumen Final

#### Campeón
|             |
| Huehuetecas |
| 1er. Título |

#### Ascendidos a la Liga A - Clausura 2022
|             |           |                         |
| Huehuetecas | Cobaneras | Gardenias de Coatepeque |